# Mas del Gironet
El Mas del Gironet és una masia de Santa Bàrbara (Montsià) inclosa a l'Inventari del Patrimoni Arquitectònic de Catalunya.

## Descripció
És una gran masada rectangular de gruixudes parets de maçoneria ordinària amb algun carreu als buits i cobertes de teula a doble vessant amb petit ràfec fent canaló i curiosos pilons coronant-la.
Consta d'un edifici principal, amb porta d'arc rebaixat, una gran sala amb pilastra al mig que era ocupada pel molí de "giny", i premses, amb la gran llar de campana al fons i una planta a sobre que serveix d'algorfa.
A la dreta de les construccions dels corrals i a l'esquerra, tocant a la carretera, s'alcen la planta baixa i dos pisos d'habitació. Hi ha un pou al davant i grans basses per a regular l'aigua.

## Història
Inscripció a un piló de pedra encastat a l'interior: «Dia … any 1807». Enfront aquesta masada hi ha actualment els edificis de la fàbrica de la Sansa, i antigament, al segle xviii i principis del XIX hi havia l'Hostal dels Frares, regentat per frares mercedaris.